# Wyzwanie (film 2016)
Wyzwanie (ang. Nerve) – amerykański thriller z 2016 roku w reżyserii Henry’ego Joosta i Ariel Schulman, wyprodukowany przez wytwórnię Lionsgate.

## Opis fabuły
Venus "Vee" Delmonico (Emma Roberts) nie chce dłużej być w cieniu popularnej w szkole przyjaciółki, Sydney (Emily Meade). Dziewczyna decyduje się wziąć udział w internetowej grze Nerve, w której uczestnicy przyjmują wyzwania od obserwatorów. Na początek ma pocałować nieznajomego w barze. Wybiera Iana (Dave Franco), który czyta jej ulubioną książkę. Wkrótce oboje spotykają się w ekskluzywnym sklepie odzieżowym, gdzie muszą przymierzyć sukienkę oraz garnitur. Nagle odkrywają, że ich ubrania zniknęły, a oni – zgodnie z instrukcją od obserwatorów – mają natychmiast opuścić lokal. Gdy zadania stają się coraz bardziej niebezpieczne, Vee zdaje sobie sprawę, że wraz z Ianem wpadła w poważne tarapaty. Niestety jest już za późno, aby się wycofać.

## Obsada
- Emma Roberts jako Venus "Vee" Delmonico
- Dave Franco jako Ian
- Emily Meade jako Sydney
- Miles Heizer jako Tommy
- Juliette Lewis jako Nancy
- Kimiko Glenn jako Liv
- Marc John Jefferies jako Wes
- Colson Baker jako Ty

## Odbiór

### Box office
Film Wyzwanie zarobił 38,6 miliona dolarów w Stanach Zjednoczonych i Kanadzie oraz 46,5 miliona dolarów w pozostałych państwach; łącznie 85,2 miliona dolarów w stosunku do budżetu produkcyjnego 19 milionów dolarów.

### Krytyka
Film Wyzwanie spotkał się z mieszaną reakcją krytyków. W serwisie Rotten Tomatoes 66% ze stu trzydziestu dziewięciu recenzji filmu jest pozytywne (średnia ocen wyniosła 5,80 na 10). Na portalu Metacritic średnia ocen z 33 recenzji wyniosła 58 punktów na 100.

### Nagrody i nominacje
| Rok  | Gala                       | Nagroda               | Kategoria         | Odbiorcy i nominowani | Wynik     |
| ---- | -------------------------- | --------------------- | ----------------- | --------------------- | --------- |
| 2017 | People’s Choice Award 2017 | Kryształowa Statuetka | Ulubiony thriller | Wyzwanie              | nominacja |